# つけ麺
つけ麺（つけめん）とは、麺をつゆにつけて食べるスタイルの麺類で、今日においては、主にラーメンの一種ともされる日本の麺料理である。店によっては、もりそば、つけそば、ザルとメニューに記される。

## 特徴
茹で上げた麺のヌメリを冷水で取り、締めてから皿やざるに盛り、別の器についだ熱い（もしくは冷たい）スープに一口分ずつ漬けながら、ざる蕎麦のように食べるのが一般的。一旦締めた麺を温めた状態で提供することを「あつもり」という。
スープ（つけだれ）は、通常のラーメンのものよりも濃く調整されることが多い。酸味を効かせたもの、甘味を効かせたもの、魚粉を効かせたもの、辛みを効かせたものなど多種多様である。
スープに重きを置くことの多いラーメンとは対照的に、締めることで麺に重きを置く場合が多いため、麺の量は普通盛りで通常のラーメン（100-150グラム）に対し、つけ麺は2倍程度（200-300グラム）多く提供する傾向がある。
麺を食べた後に、ラーメン用の豚骨や鶏がら風味のスープをさらに足し、つけだれをスープで割って味わうよう、「スープ割り」を提供する店がある。店員に注文すると提供される店が大半であり、逆に注文しなければ提供されないことが多い。
具は店によって様々のスタイルであり、スープの器か麺の器、あるいは双方の器に乗せられる。具の内容は、基本的にラーメンと変わらず、麺の上に海苔、叉焼、メンマ、ゆで卵などがトッピングされることもあり、薬味としてワサビや柚子などがつけられることもある。
広義では冷やし中華や冷麺に近いものや、食べ方は同じであるがスープが冷たいものもある。それらは古くから北海道では「ざるラーメン」東北地方では「ざる中華」などと呼ばれており、いわゆる「つけ麺」とは別のルーツを持つ。これらは、ざる蕎麦を食べる際に使用されるような蒸篭で提供されたり、スープがごまダレや、麺つゆで提供されている。

## 歴史

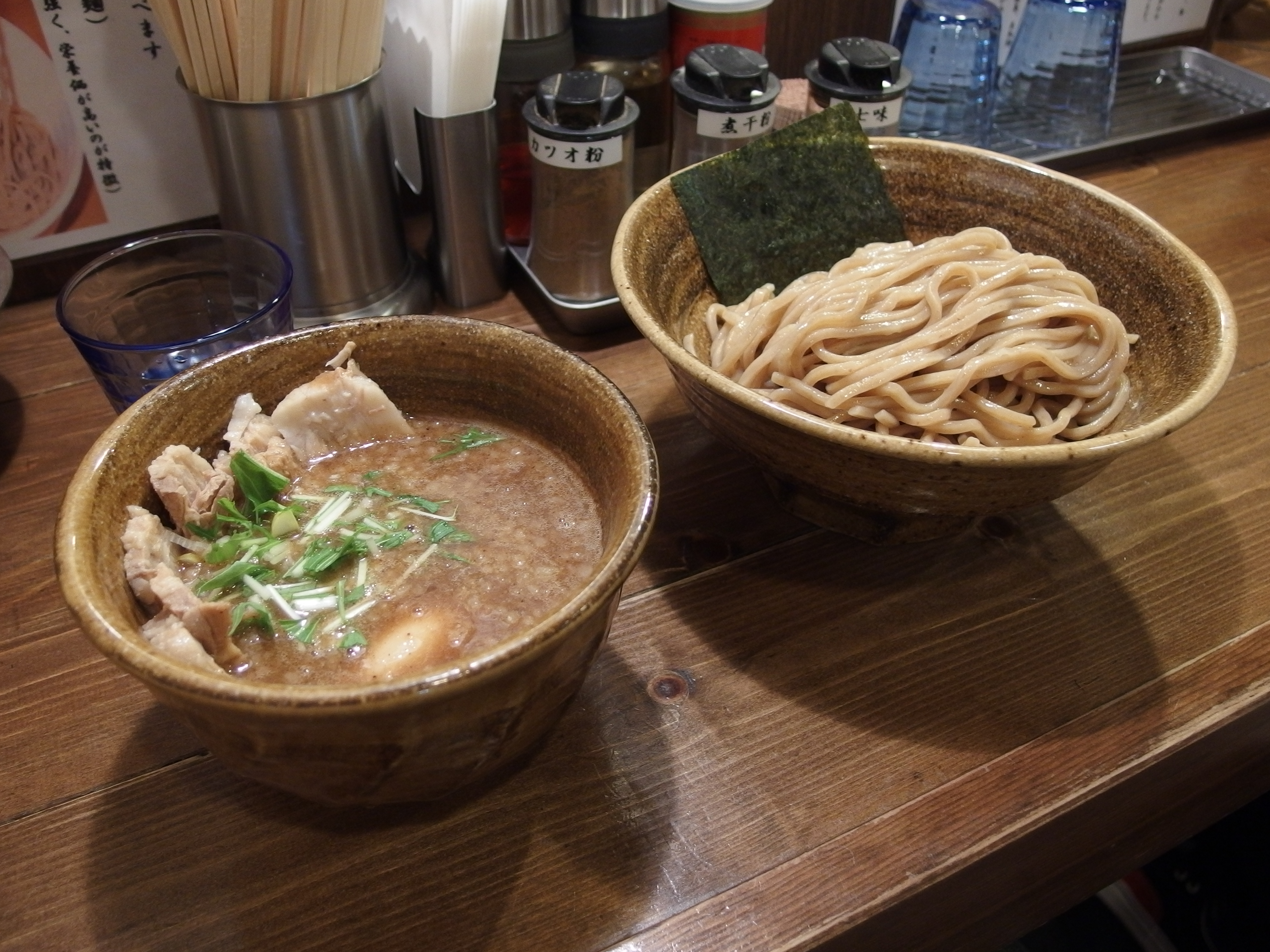
池袋のつけ麺

### 発祥
日本のつけ麺の発祥には諸説存在するが、1955年（昭和30年）に東京都の大勝軒（中野店）にて山岸一雄が開発・商品化したという説が定説になっている。
山岸が17歳の時に勤めた修業店で、残ってしまった麺を、スープと醤油を湯のみ茶碗に入れ浸して食していた賄食がベースである。このころ山岸は、親の従兄弟であり、「兄貴」と慕っていた坂口政安と一緒に修業をしていた。
1年後、坂口が独立して大勝軒（中野店）を立ち上げた際、山岸は行動を共にした。後に坂口が別の場所に本店（代々木上原店）を構えたことにより、山岸が中野店の店長を任されて活動していた頃、引き続きこの賄食を食していた。それを見ていた客の関心を惹きつけ、試食してもらうと好評価を得たことから「これをメニューにしたら売れるかもしれない」と感じ、様々な試行錯誤の後、冷やし中華の甘酸っぱさを参考に酢と砂糖で調味し、麺の量は見栄えを良くするためにラーメンの3割増しにし、メニューの一品「もりそば」として完成させた。
1955年「特製もりそば」（当時の代金40円）として供されたのが商品化された最初のつけ麺とされる。また、その3年後に坂口の本店からもつけ麺と同様の「つけそば」が独自研究開発されて商品化となった。1961年（昭和36年）山岸が東京都豊島区東池袋に「大勝軒」（東池袋大勝軒）として独立創業（暖簾分け）した際も「もりそば」の味を受け継いでおり、甘酸っぱいつけだれと弾力ある麺の食感とボリュームで人気を博した。
なお、つけ麺の名称が最初に使用されたのは、1973年（昭和48年）頃の『元祖中華つけ麺大王』によるものとされる。

### 1970年 - 1980年代
1970年代後半にはつけ麺ブームが発生しており、呼称として「つけめん」「もりそば」「つけそば」のほかに、「中華盛り」などの別呼称も存在した。
1970年代から1980年代初頭にかけ、ハウス食品より「つけ麺」が発売されていた（CM出演者は女優の高瀬春奈と漫画家のはらたいら）。茹でたての温かいうちに食べるタイプに加えて、冷たい「タレ」につけて食べる「ハウス冷やしつけ麺」も出た。

### 1990年代
平成に入ると山岸が方針転換したことから弟子を取るようになり、1990年代中盤頃から同店で修業後にのれん分けで独立したラーメン店主が類似のつけ麺を供したことが影響して2000年頃から関東圏、特に東京都内にはつけ麺を提供する店が増えていった。同時期頃に埼玉県川越市の頑者にて具材に「自家製極太麺」「魚粉」「濃厚つけだれ」を使用した個性的なつけ麺が登場。
これが火付け役となり、2000年代中盤頃からつけ麺ブームが始まり、「自家製極太麺」「魚粉」「濃厚つけだれ」を使用したつけ麺は「濃厚魚介豚骨系」「魚介豚骨系」「豚骨魚介系」や「極太つけ麺」と呼称され、インパクトの強さや極太麺の食感を楽しむ部分が受けたことや、太い麺は細麺に比べてつけ麺のスープにからみやすいこともあって、濃厚魚介豚骨系の店舗は増加して東京近郊では3年以上の長期トレンド化した。
さらにそのトレンドが、九州や北海道などの地方にも広がったり、多数の個人店が目まぐるしく入れ替わる競争状態のため、人気店の味を模倣した店が多くなる傾向にあった。

### 2000年代以降

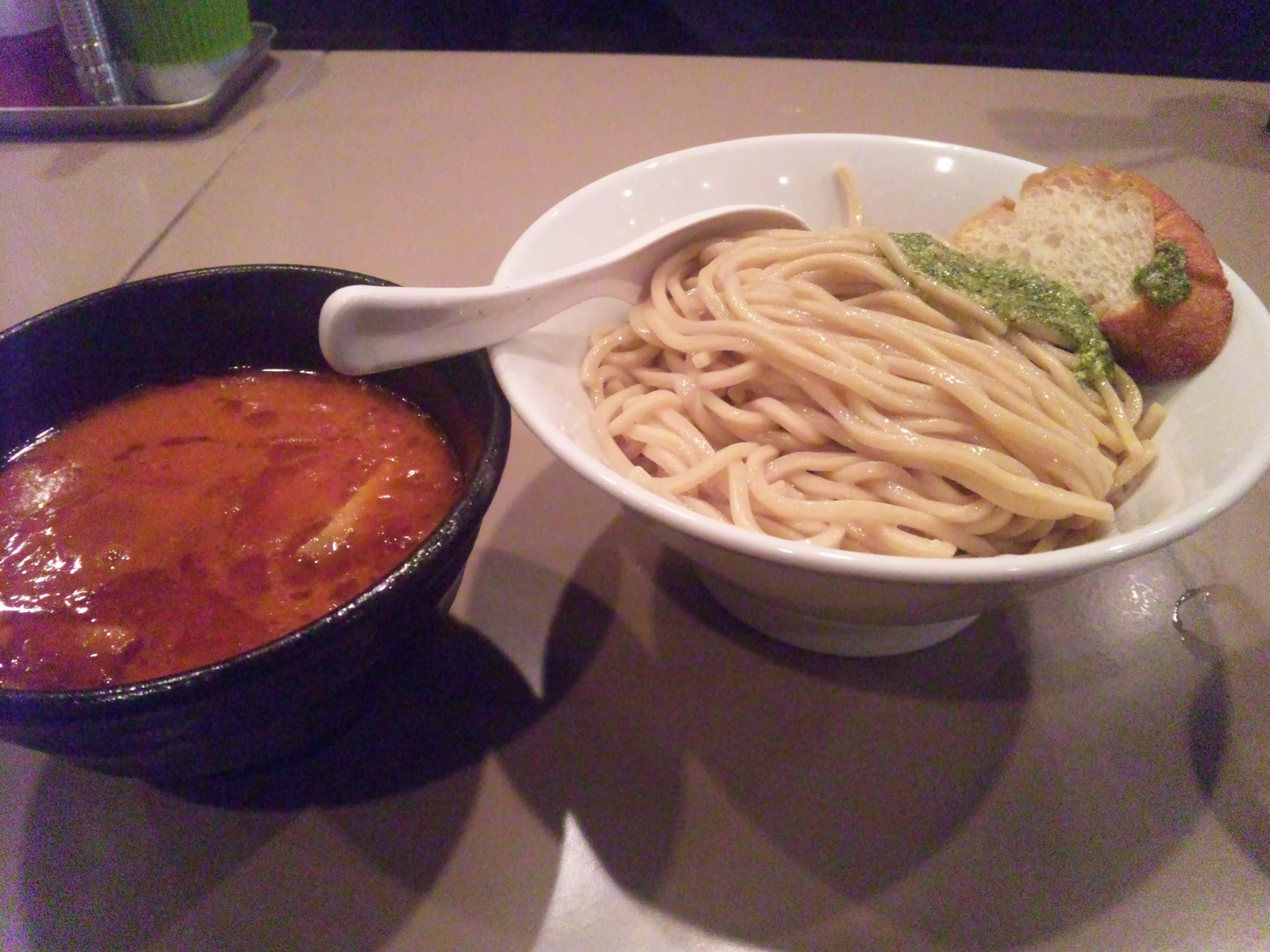
トマトエビつけ麺

2000年代後期から、定番化した従来の大勝軒系や濃厚魚介豚骨系以外にも、店主の創意工夫により他の料理に使う食材を取り入れて新たな味を模索する動きがあり、エスニック風のカレー風味やトマトや乳製品を使ったイタリアン風などのメニューが生み出され、味の多様化が進んでいる。
2009年10月・11月、つけ麺限定の大規模イベントとして日本初のつけ麺博覧会「大つけ麺博」が東京・日比谷パティオで開催され、以降も2010年4月に六本木ヒルズアリーナ、同年6月に北海道・札幌、同年9-10月に東京・港区と複数回開催。
2010年5月、新横浜ラーメン博物館はつけ麺に関して取材・調査・データ分析を行った結果から、つけ麺は「ラーメン」というジャンルとして確立したものと結論付け、単なるブームではなく「食文化」として定着した、との見解を示した。